# Nedim Remili
Nedim Remili (ur. 18 lipca 1995 w Créteil) – francuski piłkarz ręczny, prawy rozgrywający, od 2023 zawodnik Veszprém KSE.
Reprezentant Francji, złoty medalista mistrzostw świata we Francji (2017) i najlepszy prawy rozgrywający tego turnieju, brązowy medalista mistrzostw Europy (2018), mistrz olimpijski z Tokio.

## Kariera sportowa
Treningi rozpoczął w wieku 10 lat w US Créteil. W sezonie 2012/2013 zaczął występować w pierwszej drużynie tego zespołu, a w 2013 podpisał z nim profesjonalny kontrakt. W sezonie 2015/2016 rozegrał 23 mecze i rzucił 128 bramek, zajmując 7. miejsce w klasyfikacji najlepszych strzelców francuskiej ekstraklasy; został także wybrany najlepszym prawym rozgrywającym ligi. W 2016 przeszedł do Paris Saint-Germain. Z paryskim zespołem zdobył dwa mistrzostwa Francji, Puchar Francji, dwa Puchary Ligi Francuskiej i Superpuchar Francji. W sezonie 2016/2017, w którym w 19 meczach rzucił 81 bramek, zajął 9. miejsce w klasyfikacji najlepszych strzelców Ligi Mistrzów, a ponadto został wybrany najlepszym młodym graczem rozgrywek. W sezonie 2017/2018 rozegrał w LM 18 spotkań, w których zdobył 80 goli, co dało mu 4. miejsce w klasyfikacji najlepszych strzelców rozgrywek.
W 2012 uczestniczył w mistrzostwach Europy U-18 w Austrii, w których rzucił 17 bramek. W 2014 wystąpił w mistrzostwach Europy U-20 w Austrii.
W reprezentacji Francji zadebiutował 7 stycznia 2016 w meczu z Norwegią. W tym samym miesiącu wystąpił w mistrzostwach Europy w Polsce, w których rozegrał siedem spotkań i zdobył 10 bramek. W 2017 wywalczył mistrzostwo świata – w turnieju, który odbył się we Francji, wystąpił w dziewięciu meczach i rzucił 37 bramek (miał również 13 asyst), a ponadto wybrany został najlepszym prawym rozgrywającym turnieju. W 2018 zdobył brązowy medal mistrzostw Europy w Chorwacji, podczas których zagrał w siedmiu spotkaniach i rzucił 16 goli.

## Życie prywatne
Syn francuskiego piłkarza ręcznego Kamela Remiliego.

## Sukcesy
Paris Saint-Germain
- Mistrzostwo Francji: 2016/2017, 2017/2018
- Puchar Francji: 2017/2018
- Puchar Ligi Francuskiej: 2016/2017, 2017/2018
- Superpuchar Francji: 2016[6]

Reprezentacja Francji
- 1. miejsce w Igrzyskach Olimpijskich: 2020
- Mistrzostwo Świata: 2017
- 3. miejsce w mistrzostwach Europy: 2018
- 3. miejsce w mistrzostwach świata: 2019

Indywidualne
- Najlepszy prawy rozgrywający mistrzostw świata we Francji w 2017[11]
- Najlepszy prawy rozgrywający francuskiej ekstraklasy: 2015/2016 (US Créteil)[5]
- Najlepszy młody zawodnik Ligi Mistrzów: 2016/2017 (Paris Saint-Germain)[7]
- Najlepszy środkowy rozgrywający igrzysk olimpijskich 2020 w Tokio

## Odznaczenia
- Chevalier Orderu Legii Honorowej – 2021[13]